# Брадке, Михаил Фёдорович
Михаил Фёдорович фон Брадке (1797—1850) — генерал-лейтенант русской императорской армии, участник Русско-Персидской войны и подавления польского восстания; директор 1-го Московского кадетского корпуса.

## Биография
Происходил из шведского дворянского рода Брадке. Родился в 1797 году; на момент его рождения его отец Фёдор Иванович Брадке находился на военной службе и был произведён в полковники.
В 1814 году Михаил поступил на военную службу в Кавалергардский полк; в 1816 году из эстандарт-юнкеров был произведён в корнеты. В 1818 году переведён в Малороссийский кирасирский полк в чине ротмистра, в 1820 году произведён в майоры, а в 1826 году в подполковники — с назначением командиром Борисоглебского уланского полка. Это назначение совпало с началом персидской войны, в которой Борисоглебский полк принимал непосредственное участие: 2-я уланская дивизия, в состав которой входил Борисоглебский полк, была вызвана на Кавказ.
Борисоглебские уланы прибыли в Грузию в то время, когда персидские войска были уже удалены из русских пределов, и театр войны был перенесён в Персию. Вследствие весенней распутицы уланская дивизия с большим трудом двигалась по кавказским горным ущельям. Только 27 мая 1827 года борисоглебцы перешли Беробдалский перевал и 4 июня вступили в урочище Судагент, откуда 9 июня Паскевич послал Борисоглебских и Серпуховских улан к Башабаранскому ущелью, которому угрожал Гассан-хан со своей персидской конницей.
Вслед за занятием Башабараша, 19 июня был объявлен поход в Нахичеван. Главные силы Паскевич разделил на две дивизии и резерв. В 1-й дивизии, под командованием генерал-майора Вадбольского, состоял Брадке со своим полком; 21 июня корпус двинулся от Гарничая; 28 июня под командованием полковника Н. Н. Муравьёва Брадке принял участие в рекогносцировке крепости. Осада Аббас-Абада была поручена отряду генерал-адъютанта Бенкендорфа; в ней принимал участие со своим полком и Брадке. За отличие в этом сражении 2 октября 1827 года Брадке был произведён в полковники. Через три дня после Джевань-Булакской битвы, выступив от Аббас-Абада 20 июля, 22 июля Брадке прибыл с полком в Нарабабу, где и оставался до сентября.
Со своим полком Брадке принимал участие в подавлении польского восстания.
В генерал-майоры он был произведён 10 сентября 1835 года, с назначением состоять по кавалерии; 14 февраля 1836 года Брадке был назначен командиром 2-й бригады 1-й уланской дивизии, а 18 июня того же года он был назначен начальником штаба 2-го резервного кавалерийского корпуса; 13 февраля 1841 года назначен начальником округов военного поселения Киевской и Подольской губерний.
В 1844 году, 26 сентября Брадке был назначен состоять по военно-учебным заведениям, а 11 октября назначен директором 1-го Московского кадетского корпуса.
Вышел в отставку с производством в генерал-лейтенанты 23 марта 1847 года.
С 15 мая 1848 года был председателем комиссии о построении зданий и устройству 2-го Московского кадетского корпуса и за свои труды получил орден Св. Владимира 2-й степени.
Скончался 6 (18) марта 1850 года. Похоронен в Москве на немецком Введенском кладбище.

## Награды
- орден Св. Анны 2-й ст. (12.02.1828)
- орден Св. Владимира 3-й ст. (08.10.1832)
- орден Св. Станислава 2-й ст. (03.10.1837)
- орден Св. Станислава 1-й ст. (1841)
- орден Св. Георгия 4-й ст. за выслугу 25 лет (03.12.1842)
- орден Св. Анны 1-й ст. (1843; императорская корона к ордену — 07.04.1846)
- орден Св. Владимира 2-й ст.

- персидский орден Льва и Солнца 2-й ст. (1830)

### Семья
Был женат на Анне Петровне Ланской (1792—28.12.1868). Их дети: Пётр (09.01.1826—1904), Михаил (12.12.1830—1887), Анна (1832—?), Павел (08.06.1837—?).